# Stout (Automarke)

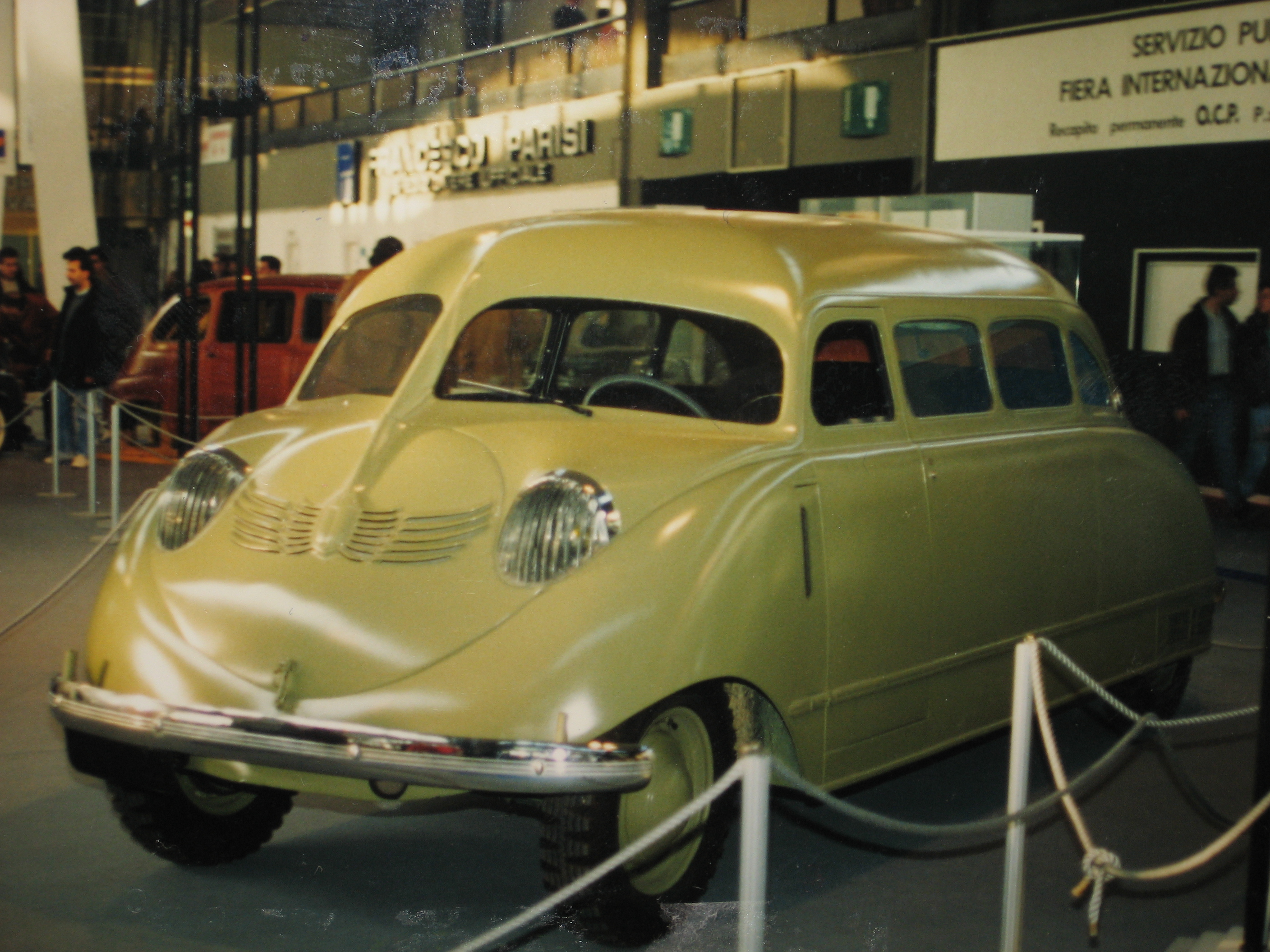
Stout Scarab

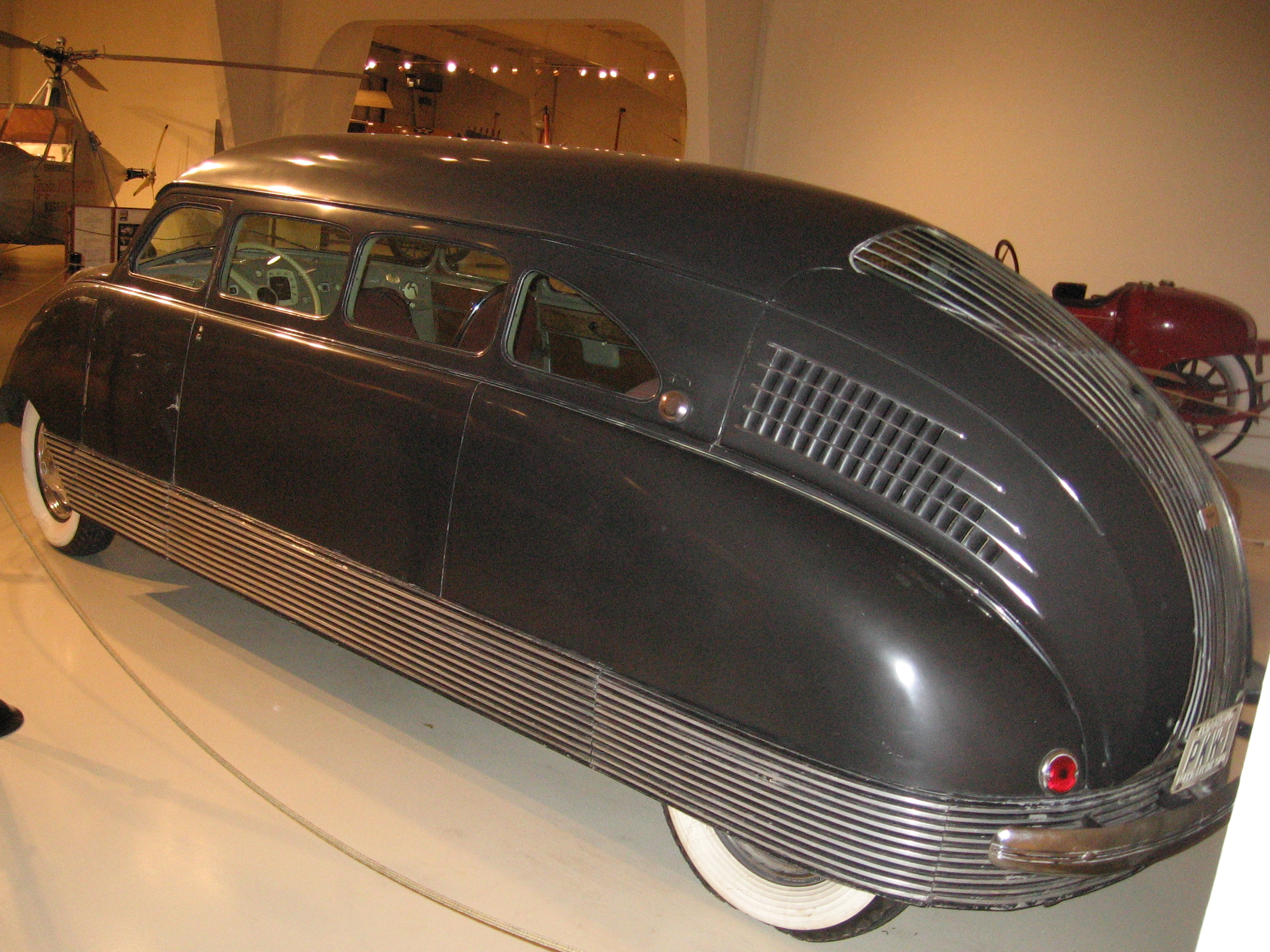
Heckansicht eines anderen Fahrzeugs

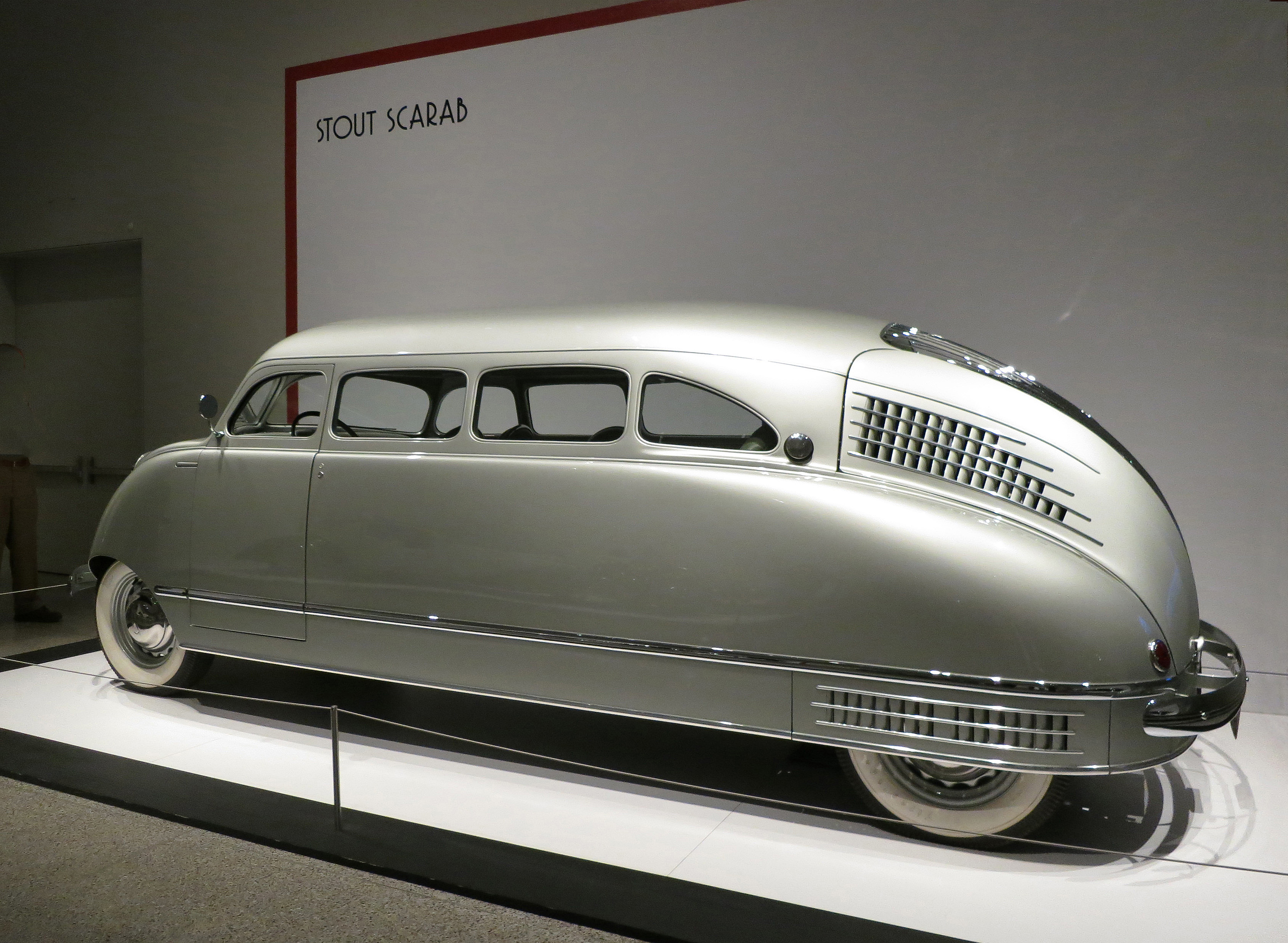
Seitenansicht eines weiteren Fahrzeugs

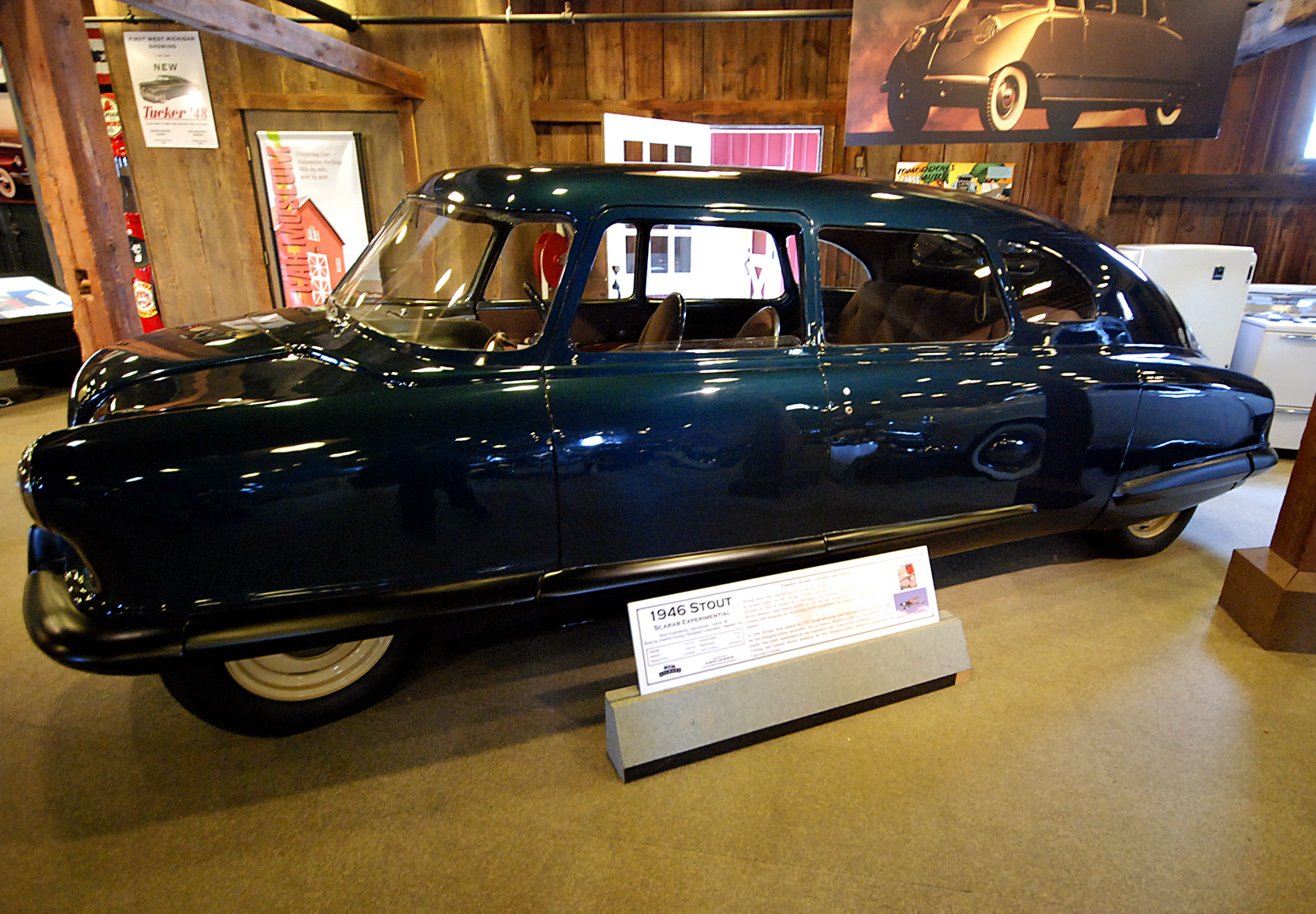
Stout Scarab von 1946

Stout war eine US-amerikanische Automarke. Zu den Herstellern gibt es unterschiedliche Angaben.

## Markengeschichte
William B. Stout hatte bei W. H. McIntyre Company, Scripps-Booth und Packard Erfahrungen im Automobil- und Flugzeugbau gesammelt. 1932 gründete er Stout Engineering Laboratories in Detroit in Michigan. Im gleichen Jahr stellte er einen Prototyp her.
Danach gründete Stout ein separates Unternehmen. Einige Quellen nennen die Stout Motor Car Company, andere dagegen die Stout Motor Corporation und die Stout Motor Car Corporation. Auf die letztgenannte Firmierung sind drei Patente ausgestellt. Stout entwickelte das Projekt weiter. 1935 war das zweite Fahrzeug fertig. Dann begann die Produktion einzelner Wagen. Der Markenname lautete Stout. 1936 endete die Produktion zunächst.
1946 folgte noch ein Fahrzeug. Eine Quelle nennt als Hersteller Owens Corning, eine andere genauer Owens-Corning Fiberglass Corporation in einem Werk in Newark in Ohio. Dieses Unternehmen hat seinen Sitz in Toledo in Ohio.
Zur Stückzahl gibt es unterschiedliche Angaben. Eine Quelle gibt an, dass es möglicherweise nicht mehr als fünf waren. Eine andere Quelle nennt etwa neun Produktionsfahrzeuge. Eine dritte Quelle gibt an, dass neun Fahrzeuge entstanden, von denen noch fünf existieren.

## Fahrzeuge
Das einzige Modell war der Stout Scarab. Er war sehr fortschrittlich für seine Zeit. Ein V8-Motor von Ford war im Heck montiert und trieb die Hinterachse an. Der Neupreis betrug 5000 US-Dollar.